# War Game
War Game (v anglickém originále War Game) je britský animovaný film z roku 2001. Režisérem filmu je Dave Unwin. Hlavní role ve filmu ztvárnili Iain Jones, Adam Godley, Tom Wesel, Colin McFarlane a Phil Rowson.

## Obsazení
| Iain Jones      | Will                     |
| Adam Godley     | Lacey/Otec               |
| Tom Wesel       | německý voják            |
| Colin McFarlane | malý generál/král George |
| Phil Rowson     | střelec                  |
| Kate Winslet    | matka/Annie              |
| Ben Warwick     |                          |

## Reakce
- aktuální k 12. říjen 2017
- imdb.com: